# Кулаков Ігор Володимирович
Кулаков Ігор Володимирович — український журналіст, письменник, член Незалежної медіа-профспілки України. Переможець конкурсу «Ізраїль та україно-ізраїльські стосунки очима журналістів» (2018), 3 місце конкурсу PRESSзвание у номінації «IT та Телеком» (2018).
Рід Ігоря Кулакова веде до цадика Рабиновича з села Триліси (Фастівський район). Цадика замордовано під час погрому у Громадянську війну. Доньку цадика Шейндл та її чоловіка Мордехая Сову було вбито 29 вересня 1941 року у Києві та поховано у протитанковому рові не доходячи до Бабиного Яру.

## Освіта
1991—1997 закінчив філологічний факультет Київського національного університету ім Т.Шевченка та набув спеціальність «філолог, викладач російської мови та літератури».

## Художня творчість
Лауреат фестивалю «Молоде вино» 1997 року. За результатами фестивалю твори були видані в книзі «Молоде вино. Антологія поезії».
У 2000 році посів перше місце у міжнародному конкурсі прози «Розворуш нам оспалу кров».
Тексти видавалися в періодиці, наприклад, у часописі Український засів (новий).
У 2018 твір Ігоря Кулакова «Донецький триптих» є номінантом на відзнаку конкурсу оповідань українською мовою «Міські легенди», який проводиться літературною платформою Litnet за участю видавництва «Самміт-книга».Ігор Кулаков, видав свою книжку Radio Ukraine.
В липні 2024 року видав книгу Radio Ukraine, авторські переклади англійською власних українських текстів, написаних з 1994 року по 2024 роки.
У грудні 2024 року вийшла друком книга My book about borshch: Sweet truth about the salty thing англійською.
У січні 2025 вийшла «Моя книга про борщ» українською.

## Журналістська творчість
З 1997 по 2000 був сценаристом науково-пізнавальної передачі для юнацтва «АВС» на Першому каналі Українського радіо. Ведучий передачі — Народний артист України Нечепоренко Володимир Макарович.
У 1998 році був автором видання «Дзеркало тижня».
В 2005—2006 був головним редактором журналу «Торговое Дело».
3 серпня 2006 заснував перше профільне онлайн-видання в Україні про роздрібну торгівлю ProRetail. Кулаковим був впроваджений незвичний для України формат профільних онлайн-дискусій.
13 липня 2007 був призначний головним редактором сайту «Мобільник», який придбав для холдингу Обозреватель його власник Бродський Михайло Юрійович.
В 2008 заснував авторське онлайн-видання «Веб-телеком».
В 2016 створив перше єврейське видання українською мовою https://jewish.org.ua [Архівовано 19 листопада 2016 у Wayback Machine.], відзначене преміями.
З березня 2017 був автором K.Fund Media. За статтю у цьому виданні посів третє місце у конкурсі PRESSZVANIE.